# Liste des représentants permanents de la France auprès de la FAO

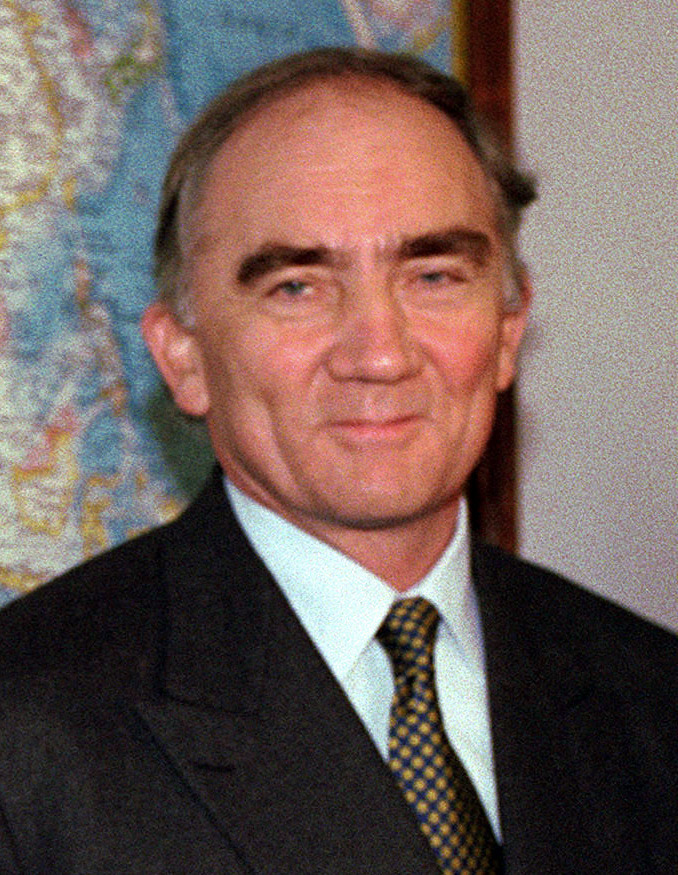
Charles Millon a été le représentant permanent de la France auprès de la FAO entre 2003 et 2007.

La liste des représentants permanents de la France auprès de la FAO recense, par ordre chronologique, les diplomates français qui ont occupé le poste d'ambassadeur, représentant permanent de la France auprès de l'Organisation des Nations unies pour l'alimentation et l'agriculture (OAA/FAO) à Rome, ainsi que des autres institutions internationales ayant compétence pour l'alimentation et l'agriculture dont le siège est à Rome (PAM, FIDA).
| Ambassadeur          | Décret de nomination | Décret de nomination |
| -------------------- | -------------------- | -------------------- |
| Jean-Louis Toffin    | 11 janvier 1976      | [ 1 ]                |
| Claude Batault (d)   | 22 février 1978      | [ 2 ]                |
| Albert Fequant       | 12 juillet 1982      | [ 3 ]                |
| Jacques Posier (d)   | 11 avril 1984        | [ 4 ]                |
| Georges Égal (d)     | 12 février 1987      | [ 5 ]                |
| Jacques Warin (d)    | 7 décembre 1988      | [ 6 ]                |
| Jacques Laureau      | 2 septembre 1992     | [ 7 ]                |
| Louis Dominici (d)   | 10 mai 1996          | [ 8 ]                |
| Claude Chéreau (d)   | 25 septembre 2000    | [ 9 ]                |
| Charles Millon       | 29 septembre 2003    | [ 10 ]               |
| Mireille Guigaz      | 21 juin 2007         | [ 11 ]               |
| Bérangère Quincy (d) | 27 juillet 2010      | [ 12 ]               |
| Serge Tomasi (d)     | 16 avril 2014        | [ 13 ]               |
| Delphine Borione     | 12 juillet 2017      | [ 14 ]               |
| Céline Jurgensen (d) | 29 juillet 2020      | [ 15 ]               |